# Czógler Kálmán
Czógler Kálmán Endre (Szeged, 1884. július 5. – Szeged, 1952. december 26.) magyar biológus, zoológus, muzeológus, malakológus. A Magyar Rovartani Társaság tagja volt.

## Életpályája
Szülei Czógler Alajos (1853–1893) fizikus, tudománytörténész, reáliskolai tanár és Bója Ilonka voltak. 1884. július 19-én keresztelték. 1902-ben érettségizett a szegedi főreáliskolában. 1907-ben diplomázott a budapesti tudományegyetemen – Eötvös-kollégistaként – természetrajz–vegytan szakon. 1906–1907 között a budapesti II. kerületi állami főreáliskola gyakorló tanára volt. 1907–1909 között a trencséni állami főreáliskola illetve a római katolikus főgimnázium helyettes tanára, 1909–1914 között rendes tanára volt. 1914–1946 között a szegedi Baross Gábor Reáliskola, illetve a Baross Gábor Gimnázium rendes tanára, 1931–1936 között igazgató-helyettese és tanulmányi felelőse, 1936–1946 között címzetes igazgatója, 1943–1946 között tanügyi főtanácsosa volt. 1946-ban nyugdíjba vonult. 1946–1948 között a Baross Gábor Gimnáziumban dolgozott. 1918–1936 között a Szegedi Városi Múzeum Természetrajzi Osztályának megbízott őreként is dolgozott. 1929-től a szegedi Dugonics Társaság tagja, 1941-től igazgatósági tagja volt. 1943–1945 között a szegedi Horthy Miklós Tudományegyetemen a kémiatanítás módszertana előadó tanára volt.

### Munkássága
Biológusként Szeged és környéke puhatestű faunájával, kagylóival és rovarvilágával foglalkozott. Az elsők között tért ki az adott faj biológiai, paleontológiai és etológiai vonatkozásaira; a vízmozgás és a víz kémiai összetétele és egyes fajok egyedfejlődéseinek összefüggéseire. Észrevette, hogy a mederkövezés és a folyószabályozás káros a kagylók megtelepedésére és pusztítja a halak ívási helyeit. Fontos eredményt ért el az ún. hiperparaziták életmódjának megfigyelésében. Muzeológusként 73.000 tétellel gyarapította a szegedi múzeum gyűjteményét. Megszerezte Rosenfeld Richárd ecuadori, Deák Ferenc Ábrahám uruguayi madáranyagát, valamint Feichtinger Sámuel esztergomi és D. Lányi György herbáriumát. 1200 egyedből álló Mollusca-gyűjteményt állított össze. Részt vett Móra Ferenc (1879–1934) Szeged környéki ásatásain: restaurálta és rendezte a cserépedényeket és az előkerült csonttani anyagot. Szegeden iskolai füvészkertet létesített, dolgozatait saját maga illusztrált. Értékes puhatestű-, rovar- és termésgyűjteményét a Szegedi Városi Múzeum őrzi. Munkásságát Bába Károly dolgozta fel. 
Sírja a szegedi Belvárosi temetőben található. Születésének 100. évfordulóján, 1984-ben Szegeden, a Deák Ferenc u. 1. alatt emléktáblát avattak tiszteletére.

## Művei
- A cyanszármazékokról (A Trencsénvármegyei Természettudományi Egylet Közleményei, 1908/10 és külön: Trencsén, 1910)
- Jardin des Plantes. A párizsi természetrajzi gyűjtemény (A trencséni királyi katholikus főgimnázium értesítője, 1912/13)
- A szegedvidéki kagylók. Faunabiológiai tanulmány (A szegedi állami Baross Gábor Reáliskola értesítője, 1926/27 és külön: Szeged, 1927)
- Édesvízi kagylók szegedvidéki régészeti leletekben (Dolgozatok a magyar királyi Ferenc József Tudományegyetem Archaeologiai Intézetéből, 1933/34 és külön: Szeged, 1934)
- Adatok a szegedvidéki vizek puhatestű faunájához. 4 táblával és 1 térképpel (A szegedi állami Baross Gábor Reáliskola értesítője, 1934/35 és külön: Szeged, 1935)
- Reisenexemplare von Unio tumidus Retz aus Ungarn. Zugleich einige Vergleichsdaten über ungarische Unionen (Rotarides Mihállyal; Archiv für Hydrobiologie, 1936)
- Aphelocheirus aestivalis [Fabr.] a szegedi és a hódmezővásárhelyi Tiszában. 2 táblával (Acta Litterarum ac. Scientiarium Regiae Hungaricae Francisco-Josephinae, 1937 és külön: Szeged, 1937)
- A Maros és a Tisza vízhordta puhatestű faunája és annak tanulságai (Rotarides Mihállyal; A Magyar Biológiai Intézet munkái. 10. kötet. Tihany, 1938)
- A Palicsi-tó Hemiptera-faunája. Térképvázlattal és 1 eredeti fényképes táblával (A szegedi magyar királyi Baross Gábor Gyakorló Gimnázium 1941/42. évi Évkönyve. Szeged, 1942 és külön: Szeged, 1942).